# 中华菅
中华菅（学名：Themeda chinensis）为禾本科菅属下的一个种。

## 扩展阅读
- 維基物種上的相關：中华菅